# سايرويلا
بلدية سايرويلا (بالإسبانية: Siruela)‏, هي إحدى بلديات مقاطعة بطليوس, التي تقع في منطقة إكستريمادورا, والتي تقع في غرب إسبانيا.
يبلغ عدد سكانها 2.391 نسمة وفقاً لإحصائية سنة (2002).

## أعلام
- ميغيل نونيز
- خوسيه نييتو